# ياسمين حميد
ياسمين حميد (بالإنجليزية: Yasmeen Hameed)‏ (1951)؛ كاتِبة وشاعرة باكستانية. درست في جامعة البنجاب.